# Sophiane Baghdad
Sophiane Baghdad (10 december 1980) is een Frans voetballer. Hij kreeg z'n opleiding bij AS Monaco, daarna speelde hij in Frankrijk ook nog voor AS Beauvais en CS Sedan alvorens in België te belanden. In 2004 tekende hij bij Olympic Charleroi. Bij deze club groeide hij uit tot een vaste waarde en werd hij kapitein van de ploeg. Drie jaar later stapte hij over van Olympic Charleroi, waarmee hij toen de titel behaalde in derde klasse, naar tweedeklasser OH Leuven. Amper één
seizoen later volgde reeds een nieuwe transfer naar reeksgenoot KSK Beveren.

## Statistieken

### Competitie
| seizoen    | club                | land   | competitie    | wed. | goals |  |
| ---------- | ------------------- | ------ | ------------- | ---- | ----- |  |
| 2007/08    | Oud-Heverlee Leuven | België | Tweede klasse |      |       |  |
| 2008/..    | SK Beveren          | België | Tweede klasse |      |       |  |
| Bijgewerkt | 29-12-08            |        |               |      |       |  |